# Equació de Hartree
El 1927, un any després de la publicació de l'equació de Schrödinger, Hartree va formular el que ara es coneix com les equacions de Hartree per a àtoms, utilitzant el concepte d'autoconsistència que Lindsay havia introduït en el seu estudi de molts sistemes electrònics en el context de la teoria de Bohr Hartree va assumir que el nucli juntament amb els electrons formaven un camp esfèricament simètric La distribució de càrrega de cada electró era la solució de l'equació de Schrödinger per a un electró en un potencial {\displaystyle v(r)}, derivat del camp. L'autoconsistència requeria que el camp final, calculat a partir de les solucions, fos autoconsistent amb el camp inicial, i per això va anomenar el seu mètode el mètode del camp autoconsistent.

## Història
Per resoldre l'equació d'un electró en un potencial esfèric, Hartree va introduir primer les unitats atòmiques per eliminar les constants físiques. Després va convertir el laplacià de coordenades cartesianes a esfèriques per demostrar que la solució era un producte d'una funció radial {\displaystyle P(r)/r} i un harmònic esfèric amb un nombre quàntic angular {\displaystyle \ell }, és a dir {\displaystyle \psi =(1/r)P(r)S_{\ell }(\theta ,\phi )} L'equació per a la funció radial era
{\displaystyle {\frac {\mathrm {d} ^{2}P(r)}{\mathrm {d} r^{2}}}+\left\{2[E-v(r)]-{\frac {\ell (\ell +1)}{r^{2}}}\right\}P(r)=0.}

## Equació de Hartree en matemàtiques
En matemàtiques, l'equació de Hartree, anomenada així en honor a Douglas Hartree, és
{\displaystyle i\,\partial _{t}u+\nabla ^{2}u=V(u)u}
en {\displaystyle \mathbb {R} ^{d+1}} on
{\displaystyle V(u)=\pm |x|^{-n}*|u|^{2}}
i
{\displaystyle 0<n<d}
L'equació de Schrödinger no lineal és, en cert sentit, un cas límit

## Producte Hartree
La funció d'ona que descriu tots els electrons, {\displaystyle \Psi }, gairebé sempre és massa complex de calcular directament. El mètode original de Hartree va ser calcular primer les solucions de l'equació de Schrödinger per als electrons individuals 1, 2, 3, {\displaystyle ...}, p, als estats {\displaystyle \alpha ,\beta ,\gamma ,...,\pi }, que dóna lloc a solucions individuals: {\displaystyle \psi _{\alpha }(\mathbf {x} _{1}),\psi _{\beta }(\mathbf {x} _{2}),\psi _{\gamma }(\mathbf {x} _{3}),...,\psi _{\pi }(\mathbf {x} _{p})} Ja que cada {\displaystyle \psi } és una solució de l'equació de Schrödinger per si mateixa, el seu producte hauria d'aproximar com a mínim una solució. Aquest mètode senzill de combinar les funcions d'ona dels electrons individuals es coneix com a producte de Hartree:
{\displaystyle \Psi (\mathbf {x} _{1},\mathbf {x} _{2},\mathbf {x} _{3},...,\mathbf {x} _{p})=\psi _{\alpha }(\mathbf {x} _{1})\psi _{\beta }(\mathbf {x} _{2})\psi _{\gamma }(\mathbf {x} _{3})...\psi _{\pi }(\mathbf {x} _{p})}
Aquest producte de Hartree ens dóna la funció d'ona d'un sistema (de moltes partícules) com a combinació de les funcions d'ona de les partícules individuals. És inherentment de camp mitjà (assumint que les partícules són independents) i és la versió asimetritzada del determinant de Slater en el mètode Hartree-Fock Tot i que té l'avantatge de la simplicitat, el producte de Hartree no és satisfactori per a fermions, com ara els electrons, perquè la funció d'ona resultant no és antisimètrica. Una funció d'ona antisimètrica es pot descriure matemàticament utilitzant el determinant de Slater

## Derivació
Comencem amb un hamiltonià d'un àtom amb electrons Z. El mateix mètode amb algunes modificacions es pot ampliar a un cristall monoatòmic utilitzant la condició de contorn de Born-von Karman i a un cristall amb una base.
{\displaystyle {\hat {H}}=-{\frac {\hbar ^{2}}{2m}}\sum _{i}\nabla _{\mathbf {r} _{i}}^{2}-\sum _{i}{\frac {Ze^{2}}{4\pi \epsilon _{0}|\mathbf {r} _{i}|}}+{\frac {1}{2}}\sum _{i\neq j}{\frac {e^{2}}{4\pi \epsilon _{0}|\mathbf {r} _{i}-\mathbf {r} _{j}|}}}
El valor esperat ve donat per
{\displaystyle \langle \psi |{\hat {H}}|\psi \rangle =\int \psi ^{*}(\mathbf {r} _{1},s_{1},...,\mathbf {r} _{Z},s_{Z}){\hat {H}}\psi (\mathbf {r} _{1},s_{1},...,\mathbf {r} _{Z},s_{Z})\prod _{i}d\mathbf {r} _{i}}
On el {\displaystyle s_{i}} són els espíns de les diferents partícules. En general, aproximem aquest potencial amb un camp mitjà que també és desconegut i cal trobar-lo juntament amb les funcions pròpies del problema. També negligirem tots els efectes relativistes com les interaccions espín-òrbita i espín-espín.

## Derivació de Hartree
En l'època de Hartree, el principi d'exclusió de Pauli encara no s'havia inventat completament; només estava clar el principi d'exclusió en termes de nombres quàntics, però no estava clar que la funció d'ona dels electrons fos antisimètrica. Si partim de la suposició que les funcions d'ona de cada electró són independents, podem suposar que la funció d'ona total és el producte de les funcions d'ona individuals i que la densitat de càrrega total a la posició {\displaystyle \mathbf {r} } a causa de tots els electrons excepte i és
{\displaystyle \rho (\mathbf {r} )=-e\sum _{i\neq j}|\phi _{n_{j}}(\mathbf {r} )|^{2}}
On hem descuidat el gir per simplicitat.
Aquesta densitat de càrrega crea un potencial mitjà addicional:
{\displaystyle \nabla ^{2}V(\mathbf {r} )=-{\frac {\rho (\mathbf {r} )}{\epsilon _{0}}}}
La solució es pot escriure com la integral de Coulomb
{\displaystyle V(\mathbf {r} )={\frac {1}{4\pi \epsilon _{0}}}\int {\frac {\rho (\mathbf {r'} )}{|\mathbf {r} -\mathbf {r'} |}}d\mathbf {r'} =-{\frac {e}{4\pi \epsilon _{0}}}\sum _{i\neq j}\int {\frac {|\phi _{n_{j}}(\mathbf {r'} )|^{2}}{|\mathbf {r} -\mathbf {r'} |}}d\mathbf {r'} }
Si ara considerem l'electró i, això també satisfarà l'equació de Schrödinger independent del temps
{\displaystyle \left[-{\frac {\hbar \nabla ^{2}}{2m}}-{\frac {Ze^{2}}{4\pi \epsilon _{0}|\mathbf {r} |}}-eV(\mathbf {r} )\right]\phi _{n_{i}}=\mathrm {E} _{i}\phi _{n_{i}}}
Això és interessant per si sol perquè es pot comparar amb un problema de partícula única en un medi continu on la constant dielèctrica ve donada per:
{\displaystyle \varepsilon (\mathbf {r} )={\frac {\epsilon _{0}}{1+{\frac {4\pi \epsilon _{0}}{Ze}}|\mathbf {r} |V(\mathbf {r} )}}}
On {\displaystyle V(\mathbf {r} )<0} i {\displaystyle \varepsilon (\mathbf {r} )>\epsilon _{0}}
Finalment, tenim el sistema d'equacions de Hartree
{\displaystyle \left[-{\frac {\hbar \nabla ^{2}}{2m}}-{\frac {Ze^{2}}{4\pi \epsilon _{0}|\mathbf {r} |}}+{\frac {e^{2}}{4\pi \epsilon _{0}}}\sum _{i\neq j}\int {\frac {|\phi _{n_{j}}(\mathbf {r'} )|^{2}}{|\mathbf {r} -\mathbf {r'} |}}d\mathbf {r'} \right]\phi _{n_{i}}=\mathrm {E} _{i}\phi _{n_{i}}}
Aquest és un sistema no lineal d'equacions integro-diferencials, però és interessant en un entorn computacional perquè els podem resoldre iterativament.
És a dir, partim d'un conjunt de funcions pròpies conegudes (que en aquest exemple monoatòmic simplificat poden ser les de l'àtom d'hidrogen) i comencem inicialment pel potencial {\displaystyle V(\mathbf {r} )=0} calculant a cada iteració una nova versió del potencial a partir de la densitat de càrrega anterior i després una nova versió de les funcions pròpies, idealment aquestes iteracions convergeixen.
A partir de la convergència del potencial podem dir que tenim un camp mitjà "autoconsistent", és a dir, una variació contínua des d'un potencial conegut amb solucions conegudes fins a un potencial de camp mitjà promediat. En aquest sentit, el potencial és consistent i no tan diferent del que es va utilitzar originalment com a ansatz